# Сильвіє Страхимир Краньчевич
Сильвіє Страхимир-Краньчевич (хорв. Silvije Strahimir Kranjčević; 17 лютого 1865, Сень, тепер Хорватія — 29 жовтня 1908, Сараєво, тепер Боснія і Герцеговина) — хорватський поет і критик; найвизначніший представник поезії реалізму в хорватській літературі.

## З біографії та творчості
Сильвіє Страхимир Краньчевич народився 17 лютого 1865 року в місті Сені.
Вивчав теологію в колегії «Германо-гунгарікум» у Римі (1883), закінчив річні педагогічні курси в Загребі (1886). Вчителював у містах Мостарі, Лівні, Сараєві.
Помер 29 жовтня 1908 року в Сараєві.
Сильвіє Страхимир Краньчевич — один з провідних поетів у хорватській літературі XIX століття, борець за національне і культурне відродження Хорватії (патріотичні вірші «Хорватії», «Народові», «Хорватській матері»). Його твори сповнені філософських роздумів про долю народу, протесту проти насильства і соціальної несправедливості (збірки «Гризоти», 1902; «Поезії», 1908). Поет залишив також довершені зразки інтимної та філософської лірики.
Краньчевич писав прозу, літературно-критичні статті. Редагував (разом з К. Херманом) часопис «Надія» (Nada, 1895—1903).

## Зв'язки з Україною
Сильвіє Страхимир Краньчевич надрукував статтю «Тарас Григорович Шевченко» М. Поповича у часописі «Надія» (1895, №21-24), там же поезії Т. Шевченка в перекладі А. Харамбашича (1899, №9-12). Дав високу оцінку творам Марка Вовчка (ст. «Гуманістична думка в російському романі», Nada, 1901, №2). Окремі твори Краньчевича перегукуються з поезіями Тараса Шевченка.
Вірш Краньчевича «На бойовищі» українською переклав Р. Лубківський (зб. «Слов'янська ліра», К., 1983). Його вірш «Ідея світу» переклав Д. Павличко (Мала антологія хорватської поезії, К., 2008).